# Athlétisme au Festival olympique de la jeunesse européenne 2009
Navigation
2007 2011
Les épreuves d'athlétisme au Festival olympique de la jeunesse européenne 2009 se sont déroulées à Tampere en Finlande du 19 au 25 juillet 2009. Seuls les athlètes nés en 1992 ou après et ayant été sélectionnés au préalable par leur fédération nationale pouvaient y participer.

## Résultats

### Hommes
| Épreuves                            | Or                                                                              | Argent                                                                     | Bronze                                                                      |
| ----------------------------------- | ------------------------------------------------------------------------------- | -------------------------------------------------------------------------- | --------------------------------------------------------------------------- |
| 100 m Vent : -0,2 m/s               | Alberto Gavaldá 10 s 77                                                         | Julien Watrin 10 s 82                                                      | Giovanni Galbieri 10 s 82                                                   |
| 200 m Vent : +0,6 m/s               | Julien Watrin 21 s 06                                                           | Jeffrey John 21 s 15                                                       | Liam Clowes 21 s 50                                                         |
| 400 m                               | Martin Vinš 48 s 23                                                             | Olufemi Atibioke 48 s 32                                                   | Davide Re 48 s 57                                                           |
| 800 m                               | Halit Kılıç 1 min 55 s 79                                                       | Miroslav Burian 1 min 56 s 47                                              | Alejandro Estévez 1 min 56 s 73                                             |
| 1 500 m                             | Rui Pinto 3 min 57 s 46                                                         | Laszlo Gregor 3 min 58 s 00                                                | Alexander Schwab 3 min 58 s 49                                              |
| 3 000 m                             | Callum Hawkins 8 min 23 s 62                                                    | Shane Quinn 8 min 30 s 12                                                  | Ilgizar Safiulin 8 min 32 s 53                                              |
| 110 m haies 91,4 cm Vent : -0,4 m/s | Arnau Erta 13 s 46                                                              | Haris Koutras 13 s 57                                                      | Ivan Mach Di Palmstein 13 s 72                                              |
| 400 m haies 84 cm                   | Stef Vanhaeren 51 s 09                                                          | José Bencosme de Leon 52 s 27                                              | Rasmus Mägi 52 s 85                                                         |
| 2 000 m steeple                     | Benjamin Gabor Szalai 5 min 53 s 31                                             | Romain Collenot-Spiret 5 min 54 s 13                                       | Stephan Abisch 5 min 54 s 30                                                |
| 4 × 100 m                           | Espagne José Antonio Vizuete Bertrán Alcaraz Alberto Gavaldá Arnau Erta 41 s 20 | France Nicolas Borome Jeffrey John Victor Barroso Vincent Michalet 41 s 31 | Belgique Rodric Seutin Claes Frederick Stef Vanhaeren Julien Watrin 41 s 69 |
| Saut en hauteur                     | Daniil Tsyplakov 2,21 m                                                         | Dmitry Kroytor 2,19 m                                                      | Janick Klausen 2,14 m                                                       |
| Saut à la perche                    | Arnaud Art 4,85 m                                                               | Ivan Horvat 4,75 m                                                         | Thomas Pastl 4,75 m                                                         |
| Saut en longueur                    | Andreas Trajkovski 7,37 m                                                       | Jean-Pierre Bertrand 7,30 m                                                | Daniel Dobrev 7,30 m                                                        |
| Triple saut                         | Aleksandr Yurchenko 15,30 m                                                     | Aliaksandr Khryshchanovich 15,24 m                                         | Yevhen Strokan 15,19 m                                                      |
| Lancer du poids 5 kg                | Lukas Weißhaidinger 20,35 m                                                     | Daniele Secci 19,08 m                                                      | Maksim Afonin 19,06 m                                                       |
| Lancer du disque 1,5 kg             | Lukas Weißhaidinger 60,94 m                                                     | Marek Bárta 60,49 m                                                        | Michael Klatsia 59,83 m                                                     |
| Lancer du marteau 5 kg              | Tomas Kruzliak 74,24 m                                                          | Evgeny Korotovskiy 72,63 m                                                 | Edgars Timermanis 71,49 m                                                   |
| Lancer du javelot 700 g             | Valeriy Iordan 75,59 m                                                          | Arnolds Strenga 69,73 m                                                    | Oleksandr Nychyporchuk 67,67 m                                              |

### Femmes
| Épreuves                             | Or                                                                           | Argent                                                                       | Bronze                                                                 |
| ------------------------------------ | ---------------------------------------------------------------------------- | ---------------------------------------------------------------------------- | ---------------------------------------------------------------------- |
| 100 m Vent : - 0,4 m/s               | Jennifer Batten 11 s 73                                                      | Mujinga Kambundji 11 s 84                                                    | Anastazia Nguyen 11 s 85                                               |
| 200 m Vent : + 2,7 m/s               | Jennifer Batten 23 s 80                                                      | Imke Vervaet 24 s 35                                                         | Klaudia Konopko 24 s 41                                                |
| 400 m                                | Yuliya Yurenia 53 s 90                                                       | Christina Zwirner 54 s 59                                                    | Adelina Dorina Pastor 54 s 72                                          |
| 800 m                                | Ioana Raluca Doaga 2 min 09 s 56                                             | Adelle Tracey 2 min 09 s 92                                                  | Andrina Schläpfer 2 min 09 s 93                                        |
| 1 500 m                              | Ciara Mageean 4 min 15 s 46                                                  | Ioana Raluca Doaga 4 min 18 s 44                                             | Amela Terzić 4 min 22 s 46                                             |
| 3 000 m                              | Amela Terzić 9 min 17 s 90                                                   | Gulshat Fazlitdinova 9 min 30 s 82                                           | Oleksandra Oliynyk 9 min 37 s 59                                       |
| 100 m haies 76,2 cm Vent : + 1,3 m/s | Nooralotta Neziri 13 s 23                                                    | Ekaterina Bleskina 13 s 24                                                   | Eva Vital 13 s 39                                                      |
| 400 m haies 76,2 cm                  | Vera Rudakova 58 s 01                                                        | Christine McMahon 59 s 55                                                    | Bianca Baak 1 min 00 s 31                                              |
| 2 000 m steeple                      | Sofie Gallein 6 min 42 s 71                                                  | Teodora Simovic 6 min 47 s 43                                                | Gamze Bulut 6 min 50 s 24                                              |
| 4 × 100 m                            | Suisse Silja Muhlebach Mujinga Kambundji Nora Frey Cornelia Halbheer 46 s 30 | Hongrie Anastazia Nguyen Kriszta Komiszar Greta Kerekes Lilla Lorand 46 s 38 | Irlande Christine McMahon Joanna Mills Caoimhe King Joan Healy 46 s 56 |
| Saut en hauteur                      | Alessia Trost 1,85 m                                                         | Mariya Kuchina 1,85 m                                                        | Laura Ikauniece 1,82 m                                                 |
| Saut à la perche                     | Tatiana Stetsyuk 3,90 m (CR)                                                 | Reetta Hämäläinen 3,85 m                                                     | Aurélie De Ryck 3,80 m                                                 |
| Saut en longueur                     | Lena Malkus 6,33 m                                                           | Alina Rotaru 6,24 m                                                          | Lotta Harala 6,14 m                                                    |
| Triple saut                          | Tatiana Cicanci 13,37 m                                                      | Kristiina Mäkelä 13,14 m                                                     | Andreea Maria Todereanu 13,14 m                                        |
| Lancer du poids 4 kg                 | Corinne Nugter 14,58 m                                                       | Natalia Troneva 13,84 m                                                      | Elcin Kaya 13,71 m                                                     |
| Lancer du disque 1 kg                | Viktoriia Klochko 48,32 m                                                    | Corinne Nugter 45,54 m                                                       | Kristin Pudenz 44,71 m                                                 |
| Lancer du marteau 4 kg               | Barbara Špiler 63,57 m                                                       | Kıvılcım Kaya 60,30 m                                                        | Bianca Monica Lazar Fazecas 56,97 m                                    |
| Lancer du javelot 600 g              | Liina Laasma 53,66 m                                                         | Marija Vučenović 51,46 m                                                     | Nathalie Meier 47,20 m                                                 |